# Open di Francia 2015 - Doppio maschile in carrozzina
Joachim Gérard e Stéphane Houdet sono i campioni in carica dell'Open di Francia 2014 - Doppio maschile in carrozzina.
Shingo Kunieda e Gordon Reid conquistano il titolo, battendo proprio i campioni in carica con il punteggio di 6-1, 7-6(1).

## Teste di serie
1. Joachim Gérard /  Stéphane Houdet (finale)
2. Shingo Kunieda /  Gordon Reid (campioni)

## Tabellone

### Legenda
| - Q = Qualificato - WC = Wild card - LL = Lucky loser | - ALT = Alternate - SE = Special Exempt - PR = Protected Ranking | - w/o = Walkover - r = Ritirato - d = Squalificato |

|  | Semifinale | Semifinale                         | Semifinale                         | Semifinale | Semifinale |  |  | Finale | Finale                           | Finale                           | Finale | Finale |  |
|  |            |                                    |                                    |            |            |  |  |        |                                  |                                  |        |        |  |
|  | 1          | Joachim Gérard Stéphane Houdet     | 1                                  | 6          | [7]        |  |  |        |                                  |                                  |        |        |  |
|  |            | Gustavo Fernandez Nicolas Peifer   | 6                                  | 4          | [10]       |  |  |        | Gustavo Fernandez Nicolas Peifer | Gustavo Fernandez Nicolas Peifer | 1      | 6(1)   |  |
|  |            | Michael Jeremiasz Maikel Scheffers | Michael Jeremiasz Maikel Scheffers | 3          | 3          |  |  | 2      | Shingo Kunieda Gordon Reid       | Shingo Kunieda Gordon Reid       | 6      | 7      |  |
|  | 2          | Shingo Kunieda Gordon Reid         | Shingo Kunieda Gordon Reid         | 6          | 6          |  |  |        |                                  |                                  |        |        |  |